# Coppa Henri Delaunay
La coppa Henri Delaunay (in francese Trophee Henri-Delaunay) è il riconoscimento conferito dal 1960 alla squadra nazionale di calcio maschile campione d'Europa.
Esso appartiene all'UEFA, che ne consegna una replica in grandezza originale alla squadra vincitrice: l'originale viene usato solo durante la cerimonia di premiazione.
Il trofeo attuale è del 2008 ed è una replica in dimensioni ampliate del precedente, usato dal 1960 al 2004; al 2024 è detenuto dalla Spagna, campione d'Europa in carica.

## Storia
Il trofeo è intitolato a Henri Delaunay, dirigente sportivo francese che già negli anni venti vaticinò un campionato europeo per squadre nazionali; alla nascita dell'UEFA nel 1954 ne divenne segretario generale ma morì un anno più tardi senza mai vedere realizzato il suo proposito.
Quando al congresso UEFA di Stoccolma del 1958 fu deliberata l'istituzione della Coppa delle Nazioni di calcio, il danese Ebbe Schwartz, presidente della confederazione, ne propose l'intitolazione a Henri Delaunay.

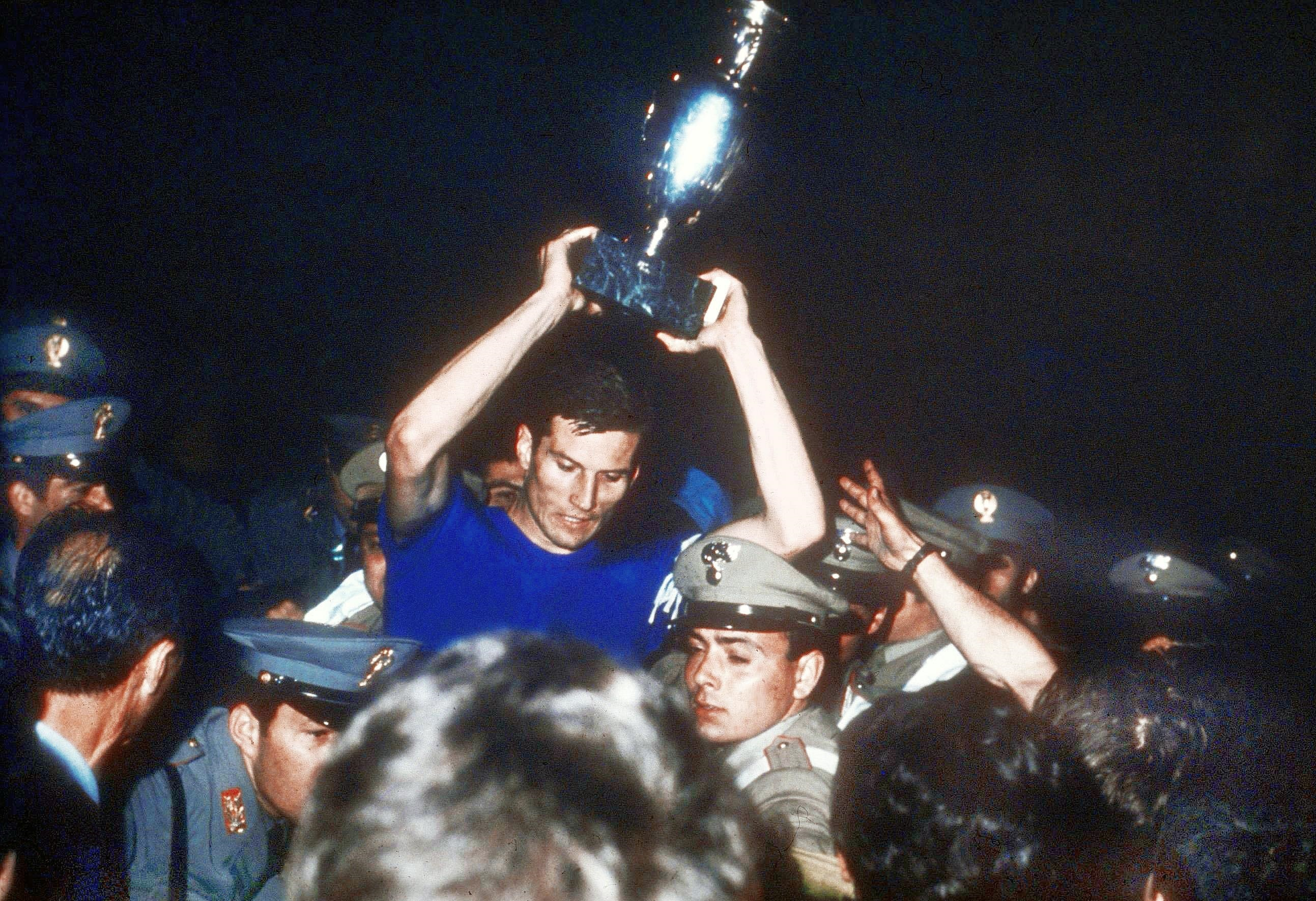
Il capitano italiano Giacinto Facchetti mostra il trofeo vinto nell'edizione 1968 a Roma

La Federcalcio francese, per iniziativa del suo allora presidente Pierre Pochonet, offrì il trofeo da mettere in palio e ne affidò la ricerca a Pierre Delaunay, figlio di Henry, succeduto a suo padre alla segreteria generale dell'UEFA.
Delaunay si rivolse alla casa parigina Arthus-Bertrand che commissionò il lavoro ad Adrien Chobillon, già autore del trofeo della Coppa di Francia; Chobillon forgiò una coppa d'argento a forma d'anfora su cui scolpì la figura di un atleta greco che reggeva in mano una palla, riproduzione di una scultura esposta al museo archeologico nazionale di Atene.
Il trofeo, alto 42 cm e pesante 6 kg, fu montato su un piedistallo nero destinato ad accogliere i nomi delle squadre vincitrici e costò 20000 FRF (nominalmente ~3000 €).
La prima squadra ad aggiudicarsi tale trofeo, consegnato nelle mani del suo capitano Igor' Netto, fu l'Unione Sovietica che nella finale al Parco dei Principi di Parigi tenutasi il 10 luglio 1960 sconfisse 2-1 la Jugoslavia.
Dopo la seconda edizione il torneo cambiò nome in Campionato europeo di calcio ma il trofeo, con nome invariato, rimase lo stesso fino all'edizione 2004; in occasione del torneo del 2008 l'UEFA commissionò una versione aggiornata della coppa, giudicata troppo piccola rispetto ai trofei in palio nelle altre competizioni.
Agli orafi londinesi Asprey fu quindi affidato il compito di forgiare una coppa della stessa forma della precedente ma più grande: il risultato è una replica maggiorata di circa una volta e un quarto l'originale realizzata in argento sterling, la cui altezza è di 60 cm e il peso di 8 kg.
Il primo capitano a ricevere tale nuovo trofeo fu lo spagnolo Iker Casillas, portiere della squadra che allo stadio Happel di Vienna si laureò campione d'Europa 2008 battendo in finale la Germania.
Nell'occasione la Spagna, già campione nel 1964, fu la prima squadra ad aggiudicarsi entrambe le versioni del trofeo.
La più recente detentrice del trofeo è la Spagna, vincitrice dell'edizione 2024.
L'Italia fu vincitrice dell'edizione precedente del 2020 che, nonostante il nome, si tenne un anno più tardi per via del rinvio di numerosi eventi sportivi a causa della pandemia di COVID-19.
Il capitano della squadra Giorgio Chiellini ricevette infatti la coppa l'11 luglio 2021 allo stadio di Wembley a Londra dopo la vittoria in finale contro l'Inghilterra; nella fattispecie l'Italia è divenuta la seconda squadra a ricevere entrambe le versioni del trofeo, essendosi laureata campione d'Europa per la prima volta nel 1968.
Il citato Chiellini è anche, al 2024, il capitano più anziano ad avere ricevuto il trofeo, a 36 anni e 331 giorni d'età; il più giovane fu l'olandese Ruud Gullit a Monaco di Baviera nel 1988, 25 anni e 298 giorni.
Lo spagnolo Casillas è, infine, il primo capitano – e al 2024 l'unico – ad avere ricevuto la coppa due volte, peraltro consecutive, quella citata del 2008 e quella successiva, a Kiev, del 2012.
Il trofeo originale rimane sempre, in ogni caso, in possesso dell'UEFA: esso viene detenuto dalla squadra vincitrice soltanto per gli usi cerimoniali dell'immediato dopo-partita, ma è successivamente sostituito da una replica in scala 1:1 la quale non può lasciare il Paese della federazione vincitrice senza l'esplicito permesso dell'UEFA.

## Vincitori
| Edizione | Squadra nazionale | Capitano            | Allenatore             |
| -------- | ----------------- | ------------------- | ---------------------- |
| 1960     | Unione Sovietica  | Igor' Netto         | Gavriil Kačalin        |
| 1964     | Spagna            | Fernando Olivella   | José Villalonga        |
| 1968     | Italia            | Giacinto Facchetti  | Ferruccio Valcareggi   |
| 1972     | Germania Ovest    | Franz Beckenbauer   | Helmut Schön           |
| 1976     | Cecoslovacchia    | Anton Ondruš        | Václav Ježek           |
| 1980     | Germania Ovest    | Bernard Dietz       | Jupp Derwall           |
| 1984     | Francia           | Michel Platini      | Michel Hidalgo         |
| 1988     | Paesi Bassi       | Ruud Gullit         | Rinus Michels          |
| 1992     | Danimarca         | Lars Olsen          | Richard Møller Nielsen |
| 1996     | Germania          | Jürgen Klinsmann    | Berti Vogts            |
| 2000     | Francia           | Didier Deschamps    | Roger Lemerre          |
| 2004     | Grecia            | Theodōros Zagorakīs | Otto Rehhagel          |
| 2008     | Spagna            | Iker Casillas       | Luis Aragonés          |
| 2012     | Spagna            | Iker Casillas       | Vicente del Bosque     |
| 2016     | Portogallo        | Cristiano Ronaldo   | Fernando Santos        |
| 2020     | Italia            | Giorgio Chiellini   | Roberto Mancini        |
| 2024     | Spagna            | Álvaro Morata       | Luis de la Fuente      |